# الكلية التقنية ذي قار
الكلية التقنية ذي قار من الكليات التابعة الجامعة التقنية الجنوبية تقع الكلية على الطريق السريع في محافظة ذي قار الناصرية قرب السجن الاصلاحي.

## تأسيسها
تأسست الكلية في عام 2014 وتشغل مساحة ( 10 ) دونم من الأراضي الواقعة شمال شرق مدينة الناصرية على الطريق السريع قرب السجن الإصلاحي و كانت الكلية في بداية التأسيس تحتوي على قسم تقنيات المحاسبة, و من ثم استحدث قسم تقنيات الانظمة الكهروميكانيكية عام 2018.

## مدة الدراسة
الدراسة في الكلية اربع سنوات لخريجي الدراسة الاعدادية وتشمل الدراسة الجانب النظري والتطبيقي إذ يؤلف الجانب التطبيقي 40% من الوحدات الدراسية لقسم من المواد, حيثُ يقبل في الكلية خريجي الإعدادية بفرعيها العلمي والأدبي بالنسبة لقسم تقنيات المحاسبة و الفرع العلمي بالنسبة لقسم تقنيات الانظمة الكهروميكانيكية عن طريق دائرة القبول المركزي في وزارة التعلـــــيم العالي والبحث العلمي بالإضافة إلى الطلبة المتفوقين في المعاهد من ذوي الاختصاصات ذات الصلة بالاختصاصات المتوفرة في الكلية.

## أقسام الكلية
هنالك أثنان من المجالات الدراسية الرئيسية في الكلية ، يتم منح الخريجين شهادة البكالوريوس, في التقنيات المحاسبية و الهندسية بعد أربع سنوات من الدراسة. مجالات الدراسة هي:
1- تقنيات المحاسبة
2- هندسة تقنيات النظم الكهروميكانيكية

## قسم تقنيات المحاسبة
الرؤيا:
تصدر مركز الريادة في التعليم المحاسبي التقني في العراق.
الرسالة:
الارتقاء بالتقنيات المالية والمحاسبية وتزويد سوق العمل بخريجين في اختصاص المحاسبة والتدقيق والمالية والاستثمار تتوفر لديهم المعرفة الأكاديمية والتقنية والقدرات والمهارات ويتمتعون بقيم أخلاقية تمكنهم من مواجهة التحديات التي تفرضها بيئة الأعمال العالمية المتغيرة وذلك من خلال إعداد البحوث وابتكار البرامج المحاسبية والمالية على الحاسوب ومعالجة البيانات الكترونيا والسعي نحو تأسيس علاقة فعالة مع بيئة الأعمال والمهنة من خلال العمل في الدوائر والمؤسسات وأقسام المحاسبة والتدقيق والرقابة والمالية والتامين والمصارف والاستثمار وأسواق المال والتجارة الالكترونية في قطاعات الدولة المختلفة والشركات الأجنبية والمتعددة الجنسيات.

## هندسة تقنيات النظم الكهروميكانيكية
الرؤيا:
يسعى القسم لأن يكون صرحاً هندسياً متميزاً في حقل الهندسة الكهروميكانيكية بين الجامعات الرصينة عالمياً .
الرسالة:
إعداد متخصصين في مجال الهندسة الكهروميكانيكة على مستوى معرفي متميز ومواكبة مستجدات التطور السريع في هذا المجال و الالتزام بأخلاقيات المهنة في خدمة حقل العمل و المجتمع .

## روابط خارجية
الموقع الرسمي - الكلية التقنية ذي قار